# ネットブック
ネットブック（英: Netbook）は、ウェブサイトの閲覧や電子メール・チャットなどの基本的なインターネット上のサービスを利用することを主な用途とした、安価で小型軽量で簡便なノートパソコンのカテゴリーである。2007年から各パソコンメーカーから発売され、2012年に新規販売を終了した。

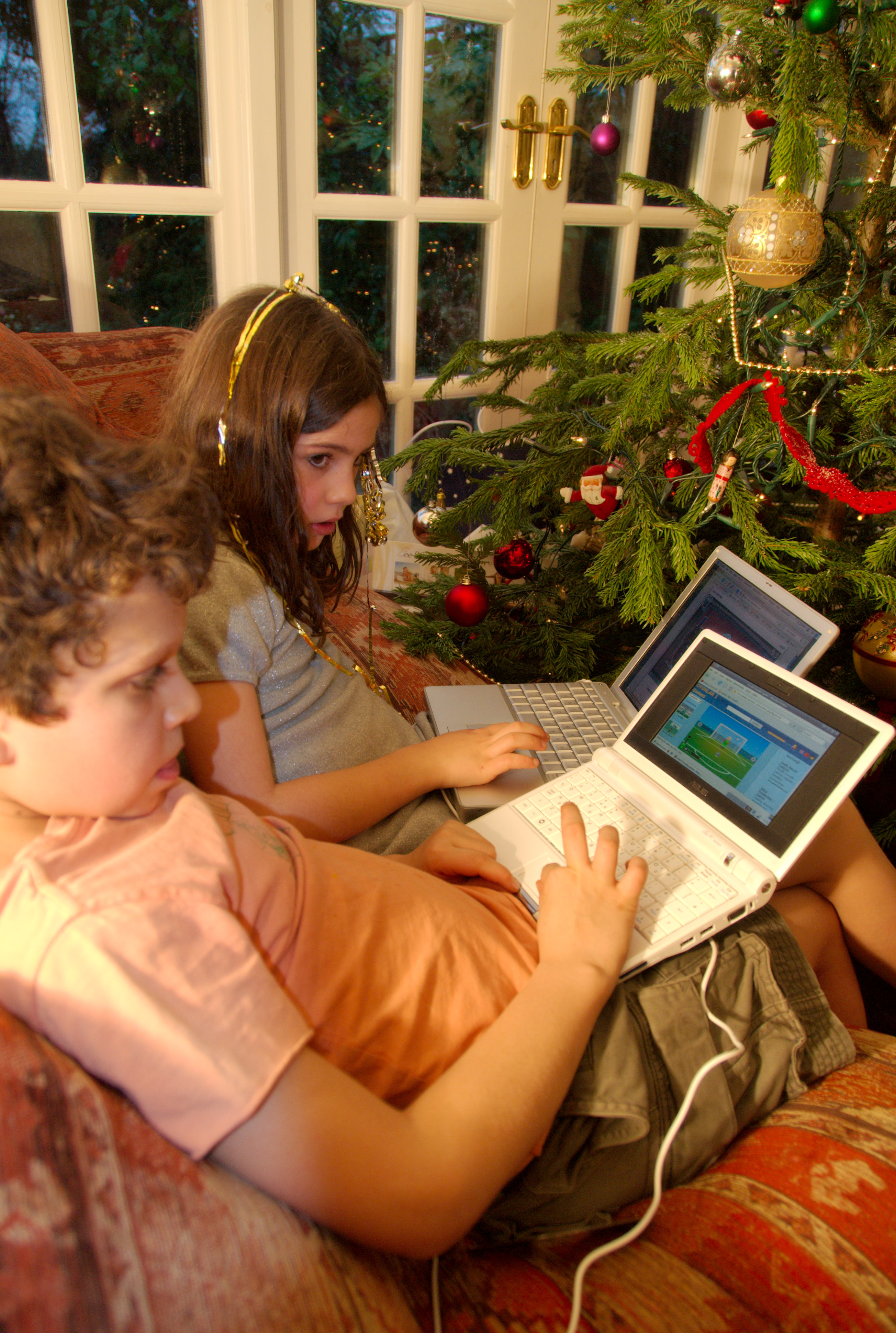
ネットブックは簡易なインターネット利用やコンピューティングを目的とする（手前Eee PC）

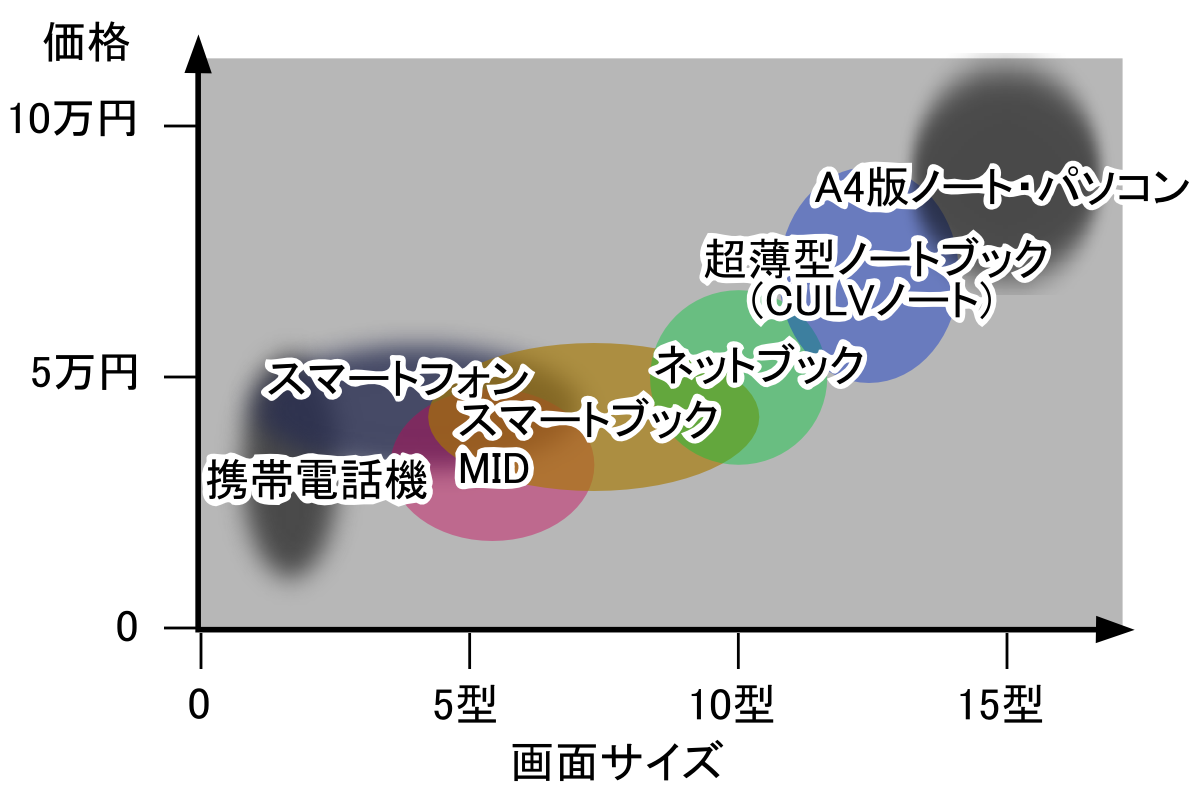
ネットブックの位置

また、同様のカテゴリーのデスクトップパソコンであるネットトップ（英: nettop）についても、本項で説明する。

## 概要

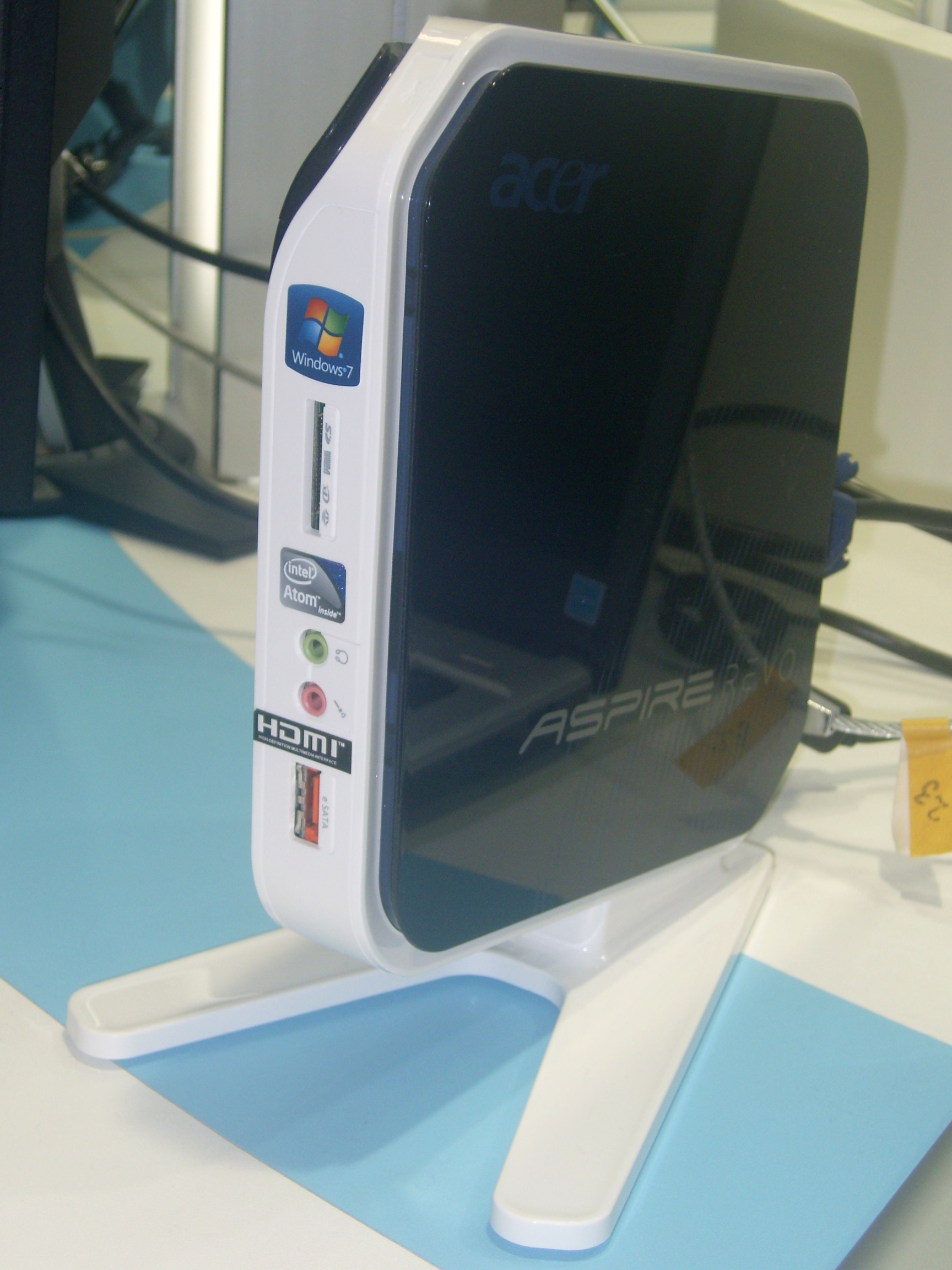
ネットトップ（Acer AspireRevo）

ネットブックは、ネットワーク機能を備えてインターネットに接続して作業することを主な用途とした、比較的安価で小型軽量なノートパソコンの呼称（カテゴリー）である。
2007年10月に発売されたASUSのEee PCが、最初のネットブックとされる。ただし、「ネットブック」の呼称が初めて使用されたのは、2008年3月にインテルが自社CPUであるIntel Atomについて語った際である。この時点ではインテル自身もあまり明確に定義しておらず、「インターネット利用に特化した低価格モバイル」程度の意味だった（詳細は後述）。なお、ASUSを含めたネットブックメーカーは「ネットブック」という呼称を必ずしも使用していない。
一般的な構成
ネットブックの多くはIntel Atomなどの低価格のCPU、1GB程度の最低限のメモリ、5-13インチ程度の小型の液晶ディスプレイ、世代は古いが比較的軽量なOSであるWindows XPなどを搭載しており、拡張性は限定的である。
価格帯
価格は北米市場で300-800米ドル程度、日本のメーカーによって高値安定が維持されることが多い日本でも、登場当初は5-10万円程度だったものが2009年前半には円高の影響もあり、3-8万円程度となっていった。
日本では家電量販店や一部パソコン専門店では、ネットブックとイー・モバイルなどの移動体通信端末およびサービス加入権をセットにしてインセンティブ制度の報奨金を価格値引きに反映させることにより、初期購入価格が安価で買える携帯電話と類似のパッケージが販売された。なお、インセンティブを利用したネットブックとイー・モバイル端末購入費用は携帯電話同様に2年間の割賦販売である。
普及の背景
ネットブックおよびネットトップが普及した背景には、ハードウェアの性能向上に加え、ウェブアプリケーションやクラウドコンピューティングが普及し、インターネット上でコンピュータ処理やデータ保管などの大半が可能となったことが挙げられる。このため、クライアントであるパーソナルコンピュータ側では、性能や容量、さらにはWindows 7などの最新版OSなどを搭載する必要性が低下した。その意味ではネットブックやネットトップは、1990年代に登場したネットワークコンピュータの側面も持つ。ただし、ネットワークコンピュータや携帯情報端末は専用のOSを搭載して互換性が低いのに対し、ネットブックやネットトップはPC/AT互換機であり、性能・容量・拡張性は低いもののパーソナルコンピュータとしての基本的な互換性は犠牲としていない。このため、比較的軽量なソフトウェアならば、ローカル（パーソナルコンピュータ上）で実用的に使用することもできる。
ネットトップ
ネットブックとほぼ同じ機能を備え、使用環境や形状がデスクトップパソコンに近い製品が「ネットトップ」と呼ばれる新たな製品分類として登場している。

## 歴史

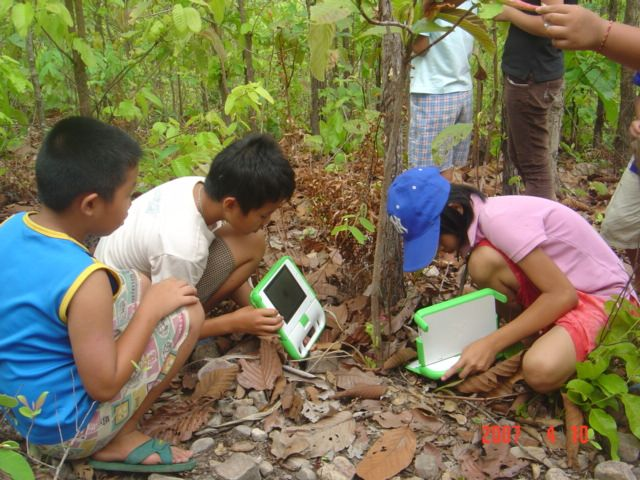
ハイキング中に興味を抱いた発見物の写真をOLPCで撮るタイの子供達

ネットブックの誕生には、2005年に提唱された（発展途上国の教育分野向けへの普及を主眼とし、俗に「100ドルPC」と呼ばれた）OLPC（OLPC XO-1）の存在が大きく影響していた。OLPCの特筆すべき点は、廉価で限定的な性能でありながら、インターネット端末や電子書籍リーダーとしての機能を併せ持っていたことである。そのため、OLPCのモックアップや試作機が発表されると、一部の技術者や熱心なモバイルネットユーザーから先進国での発売を期待する声が上がった。そして、2007年10月にEee PCが発売されると、上記の「安価で小型軽量なネット端末」を求めていたユーザー達が飛び付き、「ネットブック」という新たな市場とカテゴリが誕生したのである。
2008年になるとASUS社のEee PCの成功を見た競合他社が次々に同様の商品を展開し、いわゆる「ネットブック戦国時代」へと突入することになる。アジア圏のパソコンメーカーが数多くの商品を開発・投入し、また米国メーカーもOEMまたはODM（Original design manufacturer：→OEM#用語の歴史と用法）供給を受け同市場に参入した。これらメーカーの機種の多くに予約が殺到し、製造が間に合わなくなる程の爆発的な売れ行きを見せると、最初はネットブック投入に消極的だった日本国内メーカーも続々と新製品を発表し、ネットブック市場は乱戦の様相を帯びてくる。2008年10月になると東芝や日本電気（NEC）、オンキヨー（当初はSOTECブランドを使用）といった大手メーカーも相次いで参戦を表明した。
しかし、2009年中盤に入ると市場はやや飽和気味となり、ネットブック購入者の中にはその性能や拡張性などに不満を抱く者も出てきた。このためメーカー側も他社の商品との差別化をはかるため、上位機種として比較的潤沢なマシンリソースを予め備えたネットブックを投入し始めた。CPUやチップセットの生産拡大・機能向上などという動向も絡んで、安価低性能とするネットブックから、表示機能の拡大や機能の充実といった「高級化」で他社製品との差別化をはかったのである。例えば富士通の2009年6月に発表したネットブックでは従来の製品と比べてCPUと表示機能の拡大がはかられた。2009年の新機種では、機能据え置きのまま低価格化するよりも、機能を向上させ価格は一定水準を維持する傾向が見られた。
この頃からスペック的に互角かそれ以上といえるiPhone 3GSをはじめとするスマートフォンの爆発的な普及やノートPCの低価格・薄型化、さらに2010年4月に発売されたiPadおよびAndroidを採用したタブレットがリリースされ、さらにはWindows搭載タブレットPCも登場したことで、ネットブックブームは終息していった。「元祖」といえるASUS社のEee PCも2012年春のモデルが最終となったほか、多くのメーカーも同時期に開発を終了した。ただ、明確な「ネットブック」ではないものの、それに近いコンセプトで作られたモバイルノートPC（ASUS社のEeeBook X205TAなど）が存在する。
Googleが推進するChromebookはコンセプトが近く、市場における役割を受け継いだとも捉えられている。

## ハードウェア

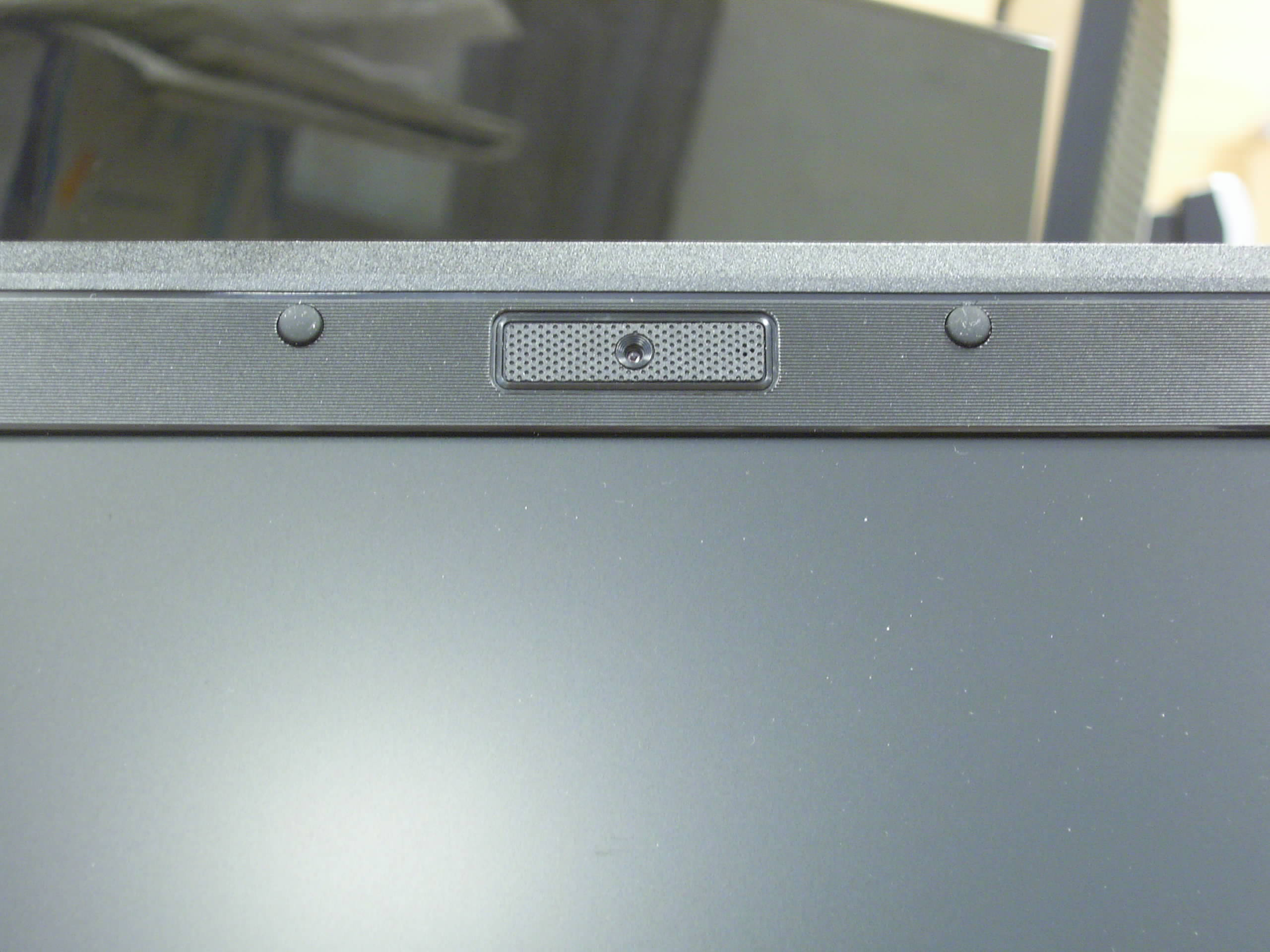
簡易的ながらビデオチャット用にWebカメラを備える機種もある（Eee PC）

基本的に、小型で安価で一定性能に限定されている。携帯性の良いネット端末としてはすでに携帯電話が普及しており、また携帯性を重視した情報機器としては携帯情報端末（PDA）が存在していることから、ネットブックは「パソコン」としての最低限の機能を備えるものと位置づけられる。オペレーティングシステム（OS）は事実上の標準の地位を築いているMicrosoft Windows（主にULCPC向け限定ライセンスによるWindows XP）や、LinuxなどUNIX系のオープンソースOSが搭載されている。

### ネットワーク接続
ネットブックの主用途ともなるインターネットへの接続はイーサネットに対応し、有線LANに加え、無線LANモジュールを標準で搭載している機種がほとんどである。このため、基本的にブロードバンドインターネット接続に対応していると考えて問題ない。無線LANの利用が可能な範囲にあるネットブックは、ほとんどの場合は電源を投入し、簡単な設定をするだけで、すぐさまインターネットに接続可能である。
なおイーサネット接続並びに無線LAN接続では、ネットブックがインターネットへの接続と同時に、Local Area Network（LAN）内に接続された他のコンピュータ上で共有されるネットワークリソースにアクセス可能なことも意味しており、この中にはネットワークアタッチトストレージ（NAS）などファイルサーバも含まれる。
加えて、前述の通り移動体通信としての周辺機器を接続することにより無線アクセスのサービスも利用可能であることから、これらを利用すれば日常生活のあらゆる箇所で、電源さえ確保できればインターネット接続が可能であり、パソコンを使用する最低限度の作業が可能である。

### CPU
ネットブックのCPUには低価格で省電力なものが採用されている。具体的には、CPU製造大手インテルのAtomプロセッサややVIA TechnologiesのC7-M、Nano U SeriesやAMDのGeode、Athlon Neoなど、そこそこの計算能力を備えつつ消費電力を抑え、かつ安価で供給されるCPUが搭載されている。
映像出力を補佐するGraphics Processing Unit（GPU）はチップセット統合型GPUを採用している。インテル製チップセット統合型GPUでは高画質な動画再生やFlash動画の再生でグラフィック性能不足が懸念されていたが、こうしたグラフィック性能改善を目的として、CPUにAMD Athlon II Neo、チップセットにRADEON IGPを内蔵したネットブック製品が各社から登場している。

### 入出力
入力機器としてキーボード、ポインティングデバイスにタッチパネルやタッチパッドを備え、外付け（USB接続）マウスも利用可能となっている。また外部モニタへの接続を視野にいれ、従来のノートパソコン同様にVGA端子などの映像出力端子を標準的に備える製品も少なくない。

### 記憶装置
メインメモリはOSが適度に動作できる1Gバイト程度を搭載するものが多い。内蔵の補助記憶装置にはハードディスクドライブ（HDD）ないしソリッドステートドライブ（SSD）が搭載されている。SSD搭載機種にはOSと幾つかのアプリケーションソフトウェアを導入できる数Gバイト程度の容量しか持たない機種がある。この限られた記憶容量は、多くがUSBメモリの使用で補われるが、メモリカードリーダーを内蔵する機種では、フラッシュメモリやメモリカードも使用可能である。また、ウェブストレージを利用するユーザーもいる。
BD/DVD/CDドライブのような光学ドライブは携帯に不向きな大きさやコスト面の問題から省かれることが多く、これらの光学ディスクの読み書きにはUSB接続によって外部ドライブの使用が必要である。このように、多くの周辺機器はUSB接続で利用可能であるが、HD動画の再生のようなCPUの処理能力やメモリ容量など要求される利用法では、機種によっては満足に動作しない。

### 電源
動作電源は、普通の100-240Vの商用電源と内蔵バッテリーが利用できる。バッテリーの持続時間が2時間程度と従来型ノートパソコンの半分以下のものがあり、一部機種は急速充電に対応することで不便の軽減に努めている。連続稼働時間を延長できる大容量バッテリーを同梱や別売りにした上位機種もある。省電力なSSDを搭載した機種では、HDDを搭載した機種に比べて一般的にバッテリー持ち時間が長い製品が多い。

## オペレーティングシステム
ネットブックは基本的にPC/AT互換機であるため、各種デバイスドライバの有無、正常な動作が行えるか、メーカーの公式サポートなどは別にすると、PC/AT互換機用のオペレーティングシステム(OS)が使用できる。
メーカーの初期導入OSやサポートOSも、PC/AT互換機と同様で、多くはWindowsが、一部にはLinuxなどのUnix系が搭載されている。ただしネットブックの性格上、動作の軽いバージョンや構成が採用される傾向にある。一般的なパーソナルコンピュータと同じOSが搭載されている事はネットブックの特徴であり、独自または組み込み用のOS（Pocket PCなど）を採用することが多いスマートフォンや携帯電話などと異なっている。

### Linux系列
Linuxはディストリビューションによってはライセンス料が低価格または無料で、機能を絞れば軽量にでき、豊富なツールやカスタマイズ性もあり、X Window Systemなどウィンドウシステムによりインターネットブラウズ端末としての機能も実現できる。
ただし、市販アプリケーションソフトウェアの多くがWindows版であるため利用できないこと、保守運用（主にシステム機能やアプリケーションのインストール・アップデート作業、ユーザ権限の設定や切り替え、ディレクトリやファイルに対するパーミッションの設定など）で専門知識を必要とすること、Linux・Windows・macOS版の用意されたクロスプラットフォームのアプリケーションはあるものの、ファイル形式などWindows環境とのデータの相互利用も制約があることなどから、一般消費者には使い難いものとなっている。このため一般向けに販売される製品では、Linux搭載モデルは少ない。とはいっても、最近では初心者でも扱い易いようにする工夫が増えてきており、この様な状況は徐々に改善されている。
なお日本以外では、Eee PCの当初モデルに搭載されていたOSはLinuxであった。現在でも海外では、プリインストールOSにLinux系OSを採用したパッケージも見られる。Linuxディストリビューションによっては、ネットブック専用に構成されたパッケージを配布することもある。なおChromeOSもLinuxベースである（余談であるが、同じGoogleのタブレット機向けOSであるAndroidもLinuxベースである）。

### Windows
2009年10月以前の段階では、ネットブックのOSには Windows XP Home Edition ULCPCが採用されていることが多かった。
Windows XP Home Edition ULCPC / Windows Vista Home Basic ULCPC版
2008年4月に米マイクロソフト社は、通常は2008年6月30日で終了する "Windows XP Home Edition ULCPC" （後述）の販売をネットブック向けに限定して2010年6月、または次期OSの発売後1年まで延長すると発表した。ネットブックのOSがWindowsだけでなくLinux系も採用されていた時期であり、既に販売開始されていた新OSの "Windows Vista Home Basic ULCPC版" も、快適な利用には高いハードウェア性能を求める事もあってネットブックでは上位機に採用されていたがマイクロソフト社の期待通りには移行が進んでいなかったため、Windows XP を予定通り出荷停止にすれば、ネットブックの多くがLinux系OSの採用へと動く危険を避ける必要があった。この提供期間の延長はマイクロソフト社にとっては苦渋の選択である。PCメーカーへの Windows XP Home Edition ULCPC の提供価格は30米ドル程度、新興国向けでは30米ドル以下と Windows Vista Home Basic の約60米ドルよりかなり低価格だったため 、全世界で2,000万台以上といわれる新たなネットブック市場での販売単価の低迷は、経営的に大きな影響があると推測される。
また、ネットブック向けの "XP Home" や "Vista Home Basic" に特別価格が適用されるには、12.1型画面以下で1GHzを越えないシングルコアCPU、主記憶は1GBまで、補助記憶は160GB-HDD、又は32GB-SSDまで、などのハードウェア性能の上限に縛りがあるというWeb記事も存在する。当初、米マイクロソフト社は、XP HomeやVista Home Basicの特別価格の適用範囲としてULCPCの定義を使用していたが、その後、幾度か適用範囲の変更があり、これらOSの特別価格適用範囲とULCPCの定義がどのように連動しているかは公表されることはない。
厳密なことを言えばXPですら初期のネットブックはスペック不足だった。当時のUMPC規格では最低解像度が800×480ドットと定められており、実際に初代Eee PCなどはこの解像度を採用している。ところがこれはWindows XPの動作要件である800×600ドットを満たしておらず、そのままでは一部の操作に支障が出る。当時まだ延長サポート中だったWindows 2000であれば480ラインの解像度をサポートしていたが、すでに新規販売は終了していた。このため800×480ドット程度のネットブックでWindowsを採用する場合は、各社が独自に480ラインでXPを動かせるようにするツールを添付する必要があった。
なお、2014年4月8日限りでマイクロソフトによる Windows XP 自体のサポートが打ち切られた。Windows VistaのプリインストールPCの新規販売も2011年10月22日に出荷を終了、2017年4月11日に延長サポートを終了している。
Windows 7
2009年10月22日にマイクロソフト社から出荷された "Windows 7" では、前作 Windows Vista よりもさらに高いハードウエア性能を要求するようになり、例えば初期のEeePCのように1GHzに満たないプロセッサや、メモリ1GBに満たないシステムはサポート外とされた（Vistaはそれぞれ800MHzと512MB）。しかしこの頃に新規に発売されたネットブックについてはクロックあたりの性能が低くても名目上の動作クロックが高いIntel Atomが普及しており、Windows 7のシステム要件は満たしつつあった。Windows 7は少なくとも同じハードウェア性能であればVistaよりは快適に動作するように改良され、ネットブックのOSとして広く採用されるように努められた。マイクロソフト社はネットブック向けの Windows 7 として以下の2種類を用意していた。
- Windows 7 Starter
- Windows 7 Home Premium

「Starter」は Windows XP の出荷時から新興国市場向けに限定で低価格な機能制限版として販売していたものを、ネットトップ向けの Windows 7 として全世界へ販売するとされていた。Windows XP Starter では、同時起動できるアプリケーションソフトウェア数が3つまでと制限されていたが、 Windows 7 Starter ではこの制限はなくなった。ただし他の Windows 7 Home Premiumで備える Aero Grass、デスクトップの壁紙変更、Windows Media Centerなどの機能は削られる。また、ライセンス提供に関してPCの性能にも制限が設けられた（シングルコア2GHz、ディスプレイ10.2インチ以下など）。Starter でもPCメーカーへの提供価格はWindows XP Home Edition ULCPC より高くなるとメーカー側から伝えられた。「Home Premium」は多様なPC（広く一般向けに発売されるPC製品）に向けたものであった。
Windows 7 の登場後も1年間はマイクロソフト社から Windows XP Home Edition ULCPC が提供されたため、2010年10月までは、Windows Home Edition ULCPC、Vista Home Basic ULCPC版、 Windows 7 Starter、Windows 7 Home Premium（厳密にはネットブック用ではない） の3種がネットブック向け Windows OS としてラインナップされることになった。
2020年1月14日、Windows 7は（無償の）延長サポートを終了した。
Windows 8
2012年10月にWindows 8が発売されたが、これをプリインストールするネットブックは発売されていない。これは、GoogleのNexus 7（16GBで199ドル、日本での実勢価格は約2万円前後）等の廉価なAndroidタブレットがネットブックの市場と競合していることや、タッチパネル使用を１つの特徴とするWindows 8で「アプリ」の使用に制限があることが理由である。
Windows 8から提供された「Windowsストア」へのアクセス、並びに「Windowsストア」から購入した「アプリ」と呼ばれる専用のアプリケーションソフトウェアは、XGA（1024×768）以上の画面解像度でないと起動できない。既存の多くのネットブックでは解像度（特に縦の解像度）が低いため、この要件を満たさない。
ただし、従来のデスクトップ画面は利用できることから、前述のWindows XP 自体の2014年4月8日限りでのサポート打ち切りを見越した一部のネットブックのユーザが、Windows 8発売から2013年1月まで実施されていた Windows XP などのユーザ対象のアップグレードキャンペーンで安価（ダウンロード版1ライセンス3300円、パッケージ版1ライセンス6090円）に購入した Windows 8 Pro アップグレード版（32ビット）を、Windows XPインストール済みのネットブックにアップグレードインストールしたケースがブログやBBSなどで散見される。
Windows 8は2016年1月12日にサポートが終了し、Windows 8.1 UpdateやWindows 10へのアップグレードが必要になったが、前者は2023年1月10日で延長サポートが終了した。

## ULCPC
ULCPCは、ネットブックのような製品やハードウェアに主体がある語ではなく、搭載されるOSと、そのOSのライセンス形態に主体がある語である。しばしばULCPCの範疇にある製品はネットブックと同一視されるが、ネットブックに類される製品の全てがULCPCに合致する訳ではない。
米マイクロソフト社はWindows XPのULCPC向けライセンスとして以下のような条件を示している。
- ディスプレイ14.1インチ以下（タッチパネル可）

当初はディスプレイ10.2インチ以下、タッチパネル不可だった
- メインメモリー1Gバイト以下
- CPUはIntel AtomやVIA C3など特定の低速シングルコア製品
- ハードディスク容量160Gバイト以下/SSD32Gバイト以下

当初はハードディスク容量80Gバイト、SSD容量16Gバイト以下だった。なおハードディスクとSSDを双方搭載する事は認められている
これを満たす機種に搭載するためなら、ライセンス料は32米ドル（発展途上国向けなら26米ドル）としている。なお、メインメモリーやハードディスク/SSD容量は、ユーザーの手で交換することに関してはライセンスが対応する範疇である。

## 代表的なメーカーと機種
- ASUS - Eee PCシリーズ
- エイサー - Aspire one
- NEC - LaVie Light
- エバレックス - CEシリーズ
- エプソンダイレクト - Endeavor Na01 mini
- オンキヨー - ONKYO C405シリーズ（当初はSOTEC C1シリーズで発売されていた）
- KOUZIRO - FRNUシリーズ
- レノボ - IdeaPad Sシリーズ
- デル - Inspiron miniシリーズ
- 東芝 - dynabook UXシリーズ（当初はNB100で発売されていた）
- ヒューレット・パッカード - miniシリーズ
- 富士通 - FMV LIFEBOOK MHシリーズ（当初はFMV BIBLO LOOX Mシリーズで発売されていた）
- MSI - Wind Netbookシリーズ
- マウスコンピューター - LuvBook U、Gシリーズ
- ソニー - VAIO Wシリーズ、Mシリーズ
- NOKIA - Booklet 3G（英語版）

上記以外にも、レノボのThinkPadシリーズやシャープのMebiusシリーズなどのローエンドには、ネットブックに近い低価格帯のモデルが存在する。また2010年より登場のdynabook AZはしばしばネットブックと同一視されることもあるが、OSにAndroidを搭載して一般的なパソコンとの互換性を切り捨てる一方で、単なるインターネット端末という位置付けではなくクラウドコンピューティングを視野に入れて「クラウドブック」を名乗っている。

## 市場性
米市場調査会社のIDCはネットブックを以下のように定義し、2008年5月にその市場性を調査・発表した。
- 500ドル未満
- 7-10インチ程度のディスプレイ
- サードパーティー製アプリケーションの動作が可能な機能が限定されないOS
- キーボード搭載
- ブロードバンドインターネット接続に対応

同社はこれらに該当するネットブックを「メインで使うノートパソコンの補助的な地位を得ている」とみている。その機能はK-8世代（小学生や中学生に相当）ユーザーにはメイン機として必要十分だが、ノートパソコン一般に比べると限定的であるため、消費者の多くはもう少し予算を増やしてフル機能・フルサイズのノートパソコンを選択するとしている。この「少し上」のランクとしては従来の廉価版機種が来て、例えばCPUにCeleron、またはSempronを使用した機種が挙げられる。
また製造側にとっても同種製品は（価格面で頭打ちとなり）利益率が低い側面があるため、買換え需要ではなく「2台目」としての需要に対応することを示唆しており、今後も販売上の課題に直面すると見ている。市場規模予測では、IDCによると2012年まで拡大が予測され、900万台を超えるとみる。ただ、価格は安いために売上高は30億ドルを下回るだろうとしており、その規模はパソコン全体の5％未満で推移すると見ている。
ネットブックは、新興市場ということもあって市場としては未知数の分野である。パソコンメーカーとしても予測が外れて注文が殺到、製造が間に合わないといった混乱も聞かれる。ヒューレットパッカードのHP 2133 Mini-Note PC（英：HP 2133 Mini-Note PC）日本発売では2008年6月末に販売を発表するも同日中に販売中止、翌7月に販売を開始するが同日売り切れで更に一部仕様を変更したモデル発売まで販売が延期されるという混乱も発生した。

### ユーザーの動向
IDCの予測が示している通り、ネットブックはその市場性がパソコン一般・ノートパソコン一般に比べて限定的である。それでも、現在ネットブックが急速に市場を拡大してヒット商品となっているのは、これまでのデスクトップパソコンやノートパソコンよりも更に小型で持ち運びがしやすいミニノートを欲していたユーザーの存在や、あるいはネット端末としての携帯電話やスマートフォンの性能や機能が、FLASHを多用するサイトの増加や、動画や音楽などのリッチコンテンツを扱うウェブサイトが増加したことに対応できていないことに不満を持っていたユーザー、より安価なパソコンを欲していたユーザーにとって、ネットブックがとても魅力的な商品に見えたことも関係するだろう。ネットブックはインターネット上のウェブサイトを閲覧したり電子メールの送受信をする、あるいはプレゼンテーションのための資料を再生したり書類の作成や修正といったビジネス用途であれば取り敢えず目的を果たせる性能を持っている。
しかし前述したハードウェア面での制限から、計算処理に多くの処理能力を要求する作業を行うのは非常に難しい。特に現在のパソコンでも比較的高性能な処理能力を要求する画像および動画の編集や3Dを主体とするコンピュータゲームなどでの利用はかなり無理があるほか、インターネット上のコンテンツでも、昨今増加中の動画サイトでは動画の種類・品質によって「音割れや音飛び・コマ落ち」などの処理落ちによる再生品質の低下が発生する場合がある。同様に地上デジタルテレビジョン放送チューナーやDVDドライブを接続しての動画再生も可能だが、高性能な機種に比べ前述同様の問題がおこりうる。
だが、ヘビーユーザーの中には「ミニマム性能のコンピュータを最大限に活用する」という方向でネットブックに価値観を見出すものもおり、ハッカーやギークといった技術筋に愛好心を示す者などが、技術情報系サイトなどでネットブック活用に対するさまざまな発表を行なっている様子も見出せる（→ハッカー文化）。たとえばOSにWindows Vistaを搭載するHP 2133にWindows XPをダウングレード導入するといったものから、ハードディスク搭載機種に読み込みアクセス速度の向上を目指してSSDへの置き換えを図るなどといったものである。ソフトウェア面でも、必要な機能を備えながら軽快な動作をするフリーウェアを選択したり、あるいは目的となるソフトウェアを動作させるために、不必要となるOS上の機能・動作や常駐するプリインストールのアプリケーションソフトウェアをシステム上から取り外し、カスタマイズしたり、などのテクニックも見られる。

## 商標問題
かつてハンドヘルドコンピュータを販売していたイギリスのPSION Teklogix社は2008年末より、自社の商標権を侵害しているとして、マスメディアや一部のファンサイトに対して『Netbook』という用語の使用停止を要求していた。これは同社が1996年に申請を出し登録していたもので、2000年代初頭には「Netbook Pro」というMicrosoft Windows CEベースの製品として発売していた。
この問題に関連して、当初低価格モバイルパソコン向けCPUであるAtomのマーケティングに際し同語を使っていたIntelは、米国内で登録されていた商標を巡りPsion Teklogix側とカリフォルニア州北部地区米連邦地方裁判所にて係争関係に突入したが、2009年6月にPsion Teklogix側が『Netbook』の商標権を自発的に放棄する形で双方は「友好的な合意」の下に和解、第三者が自由に過去現在未来にわたって使用できるようになった。なおこの和解でPsion Teklogix側とIntel側の両者は、双方にどのような金銭的要素があったかは明らかにしていない。